# Torres de Satélite
Le Torres de Satélite sono un insieme scultoreo di cinque prismi triangolari di diversi colori e dimensioni, disposti in una spianata a nord di Città del Messico, a Ciudad Satélite, sul viale principale Anillo Periférico, nello Stato del Messico. 
Inaugurate nel marzo 1958, sono opera dello scultore Mathias Goeritz e dell'architetto Luis Barragán, con la collaborazione del pittore "Chucho" Reyes Ferreira. Originariamente progettate come una grande fontana all'ingresso della città, le torri sono diventate un simbolo distintivo dell'area conosciuta come Satélite, situata nel comune di Naucalpan de Juárez, nello stato del Messico.

## Storia

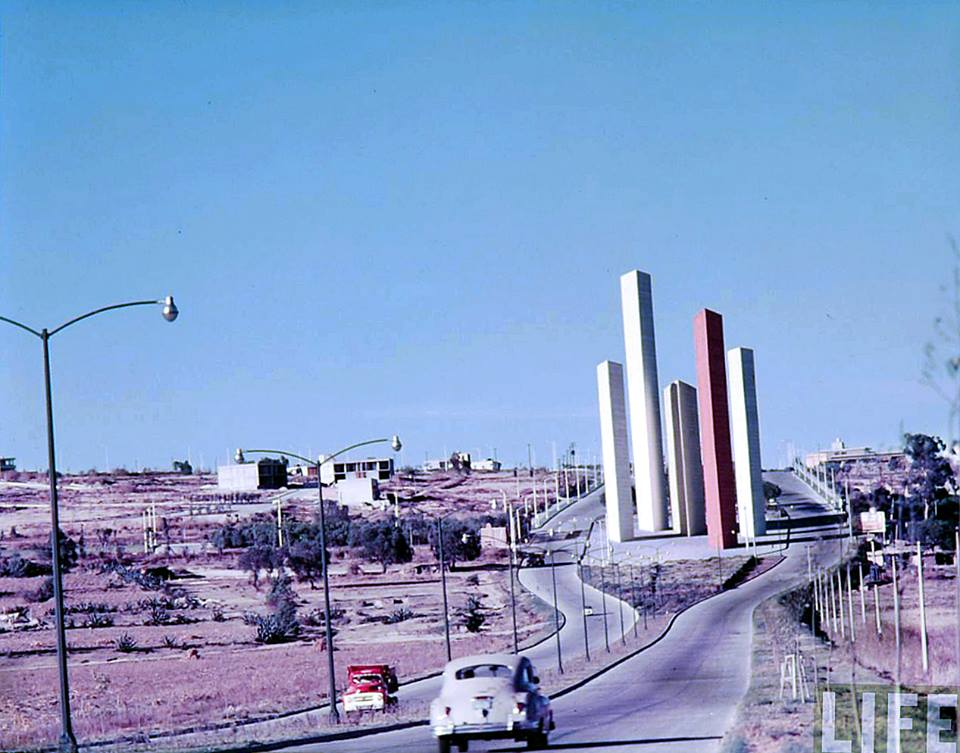
Le Torri di Ciudad Satélite nel 1957

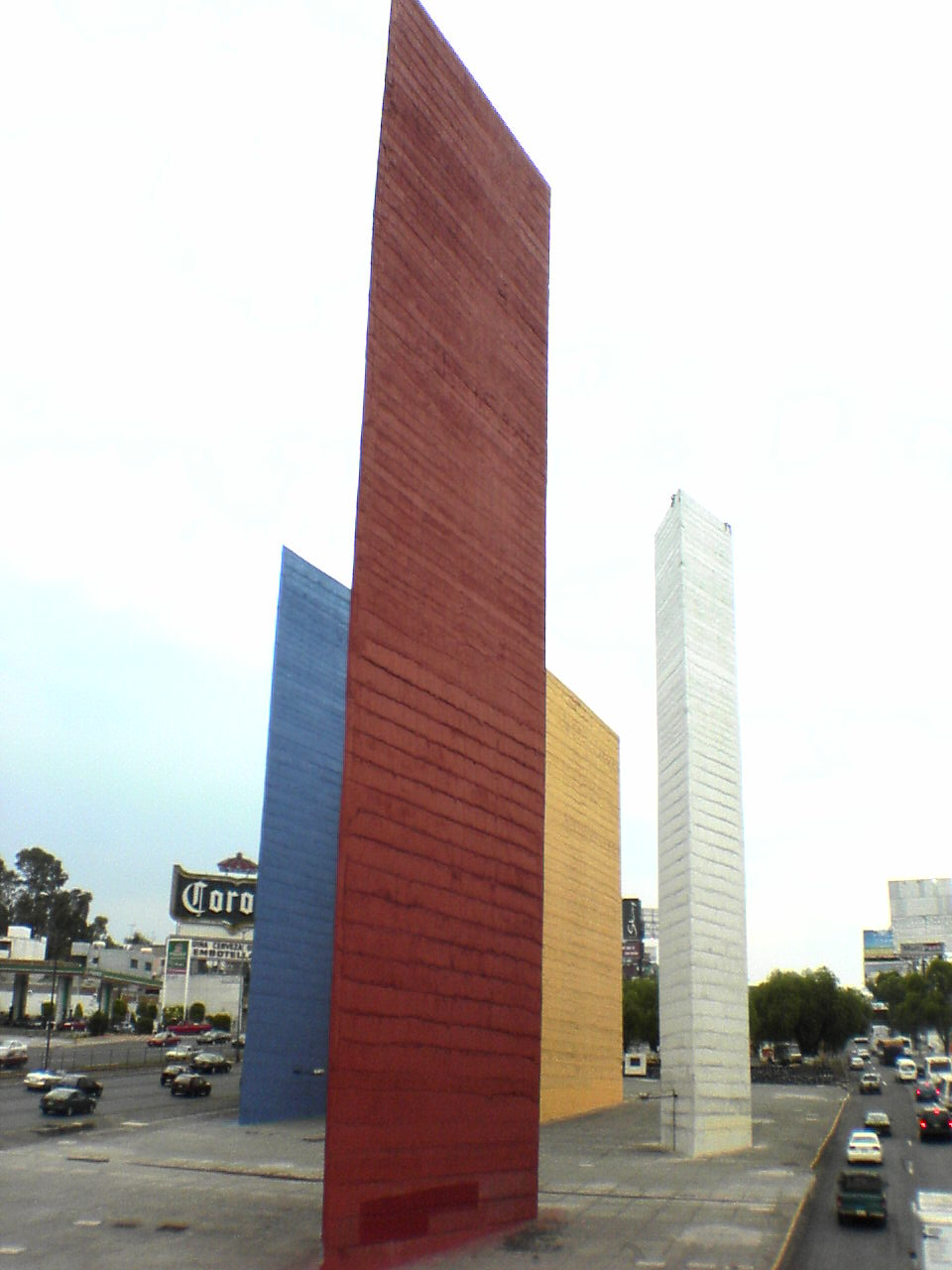
Le Torri di Satelite oggi

Inizialmente era prevista la costruzione di sette torri, di cui la più grande avrebbe raggiunto un'altezza di 200 metri. Tuttavia, per mancanza di budget, due furono eliminate, lasciando cinque torri e riducendone l'altezza in modo che la torre più grande misurasse 52 metri di altezza e la più piccola 30. L'idea originale di Goeritz riguardo al colore delle torri è che fossero tutte in diverse sfumature di arancione, ma nel 1974, fu persuaso, da costruttori e imprenditori, a dipingerle in diverse sfumature, rimanendo in arancione, blu, bianco e giallo. La sua principale ispirazione furono le torri della città di San Gimignano in Italia, dopo un viaggio di Goeritz e poi di Barragán accompagnato dallo storico dell'arte Justino Fernández nel 1951 a detta città. Diversi ricercatori aggiungono anche il concetto di architettura emozionale promosso da Goeritz, per l'effetto estetico unico attraverso grandi volumi geometrici e semplici gamme tonali nel paesaggio urbano. Nei primi giorni di marzo del 1958, vennero inaugurate le 5 Torres de Satélite come simbolo della nascente Ciudad Satélite, durante l'ultimo anno del governo di Adolfo Ruiz Cortines, sebbene l'idea di questa suddivisione fosse nata già all'epoca del presidente Miguel Alemán Valdés, che risiedeva addirittura nella Ciudad Satélite. Fino ad alcuni fa durante la notte le torri erano illuminate da un gioco di luci, detta illuminazione, oggi risulta fuori uso e non si sa se verrà riparata in futuro. Recentemente è stato proposto che siano dichiarate Patrimonio Culturale dell'Umanità dall'Unesco.

## Attualità
Nel 1989, dopo aver mostrato un certo deterioramento dovuto al passare del tempo e all'inquinamento, i 6.644 metri quadrati della sua superficie furono ridipinte con fondi delle aziende messicane Nervión e Bayer. All'interno della torre color ocra si trovano ancora alcuni resti dei barattoli di vernice risalenti a questa ristrutturazione.
Per celebrare il loro 50° anniversario, nel 2008 sono state nuovamente restaurate dal Consiglio comunale di Naucalpan e da donatori privati, rimuovendo i precedenti strati di vernice mediante iniezioni di schiuma di poliuretano e riportandoli ai loro colori originali. A questo scopo sono stati utilizzati settemila litri di vernice antigraffiti ed è stata installata un'illuminazione che però oggi risulta fuori uso e non si sa se verrà riparata in futuro.
Alcuni residenti della zona, hanno espresso preoccupazione per l'integrità delle strutture e del loro ambiente circostante, zona che è messa a rischio a causa del passaggio elevato del traffico.